# Schietsport op de Olympische Zomerspelen 1968
De schietsport is een van de sporten die beoefend werden tijdens de Olympische Zomerspelen 1968 in Mexico-Stad. Voor het eerst waren ook dames in de gelegenheid deel te nemen aan de Olympische schietwedstrijden.

## Open

### vrij geweer 300 m drie houdingen
| rang   | sporter            | land | score |
| ------ | ------------------ | ---- | ----- |
| Goud   | Gary Anderson      | USA  | 1157  |
| Zilver | Vladimir Kornjev   | URS  | 1151  |
| Brons  | Kurt Müller        | SUI  | 1148  |
| 4      | Sjota Kveliasjvili | URS  | 1142  |
| 5      | Erwin Vogt         | SUI  | 1140  |
| 6      | Hartmut Sommer     | FRG  | 1140  |
| 7      | John Foster        | USA  | 1140  |
| 8      | Peter Sandor       | ROU  | 1138  |

### kleinkalibergeweer 50 m drie houdingen
| rang   | sporter              | land | score |
| ------ | -------------------- | ---- | ----- |
| Goud   | Bernd Klingner       | FRG  | 1157  |
| Zilver | John Writer          | USA  | 1156  |
| Brons  | Viktor Parkhimovitsj | URS  | 1154  |
| 4      | John Foster          | USA  | 1153  |
| 5      | José González        | MEX  | 1152  |
| 6      | Gerald Ouellette     | CAN  | 1151  |
| 7      | Peter Kohnke         | FRG  | 1151  |
| 8      | Kurt Müller          | SUI  | 1151  |

### kleinkalibergeweer 50 m liggend
| rang   | sporter        | land | score |
| ------ | -------------- | ---- | ----- |
| Goud   | Jan Kůrka      | TCH  | 598   |
| Zilver | László Hammerl | HUN  | 598   |
| Brons  | Ian Ballinger  | NZL  | 597   |
| 4      | Nicolae Rotaru | ROU  | 597   |
| 5      | John Palin     | GBR  | 596   |
| 6      | Jean Loret     | FRA  | 596   |
| 7      | Bjørn Bakken   | NOR  | 595   |
| 8      | Gary Anderson  | USA  | 595   |

### vrij pistool 50 m
| rang   | sporter        | land | score |
| ------ | -------------- | ---- | ----- |
| Goud   | Grigori Kosysj | URS  | 562   |
| Zilver | Heinz Mertel   | FRG  | 562   |
| Brons  | Harald Vollmar | GDR  | 560   |
| 4      | Arnold Vitarbo | USA  | 559   |
| 5      | Paweł Małek    | POL  | 556   |
| 6      | Helmut Artelt  | GDR  | 555   |
| 7      | Nelson Oñate   | CUB  | 555   |
| 8      | Neagu Bratu    | ROU  | 564   |

### snelvuurpistool 25 m
| rang   | sporter            | land | score |
| ------ | ------------------ | ---- | ----- |
| Goud   | Józef Zapędzki     | POL  | 593   |
| Zilver | Marcel Roşca       | ROU  | 591   |
| Brons  | Renart Suleimanov  | URS  | 591   |
| 4      | Christian Düring   | GDR  | 591   |
| 5      | Erich Masurat      | FRG  | 590   |
| 6      | Gerhard Dommrich   | GDR  | 589   |
| 7      | Lubomír Nácovský   | TCH  | 588   |
| 8      | Giovanni Liverzani | ITA  | 588   |

### trap
| rang   | sporter          | land | score |
| ------ | ---------------- | ---- | ----- |
| Goud   | John Braithwaite | GBR  | 198   |
| Zilver | Thomas Garrigus  | USA  | 196   |
| Brons  | Kurt Czekalla    | GDR  | 196   |
| 4      | Pavel Senitsjev  | URS  | 196   |
| 5      | Pierre Candelo   | FRA  | 195   |
| 6      | Adam Smelczyński | POL  | 195   |
| 7      | Aleksandr Alipov | URS  | 195   |
| 8      | John Primrose    | CAN  | 194   |

### skeet
| rang   | sporter              | land | score |
| ------ | -------------------- | ---- | ----- |
| Goud   | Jevgeni Petrov       | URS  | 198   |
| Zilver | Romano Garagnani     | ITA  | 198   |
| Brons  | Konrad Wirnhier      | FRG  | 198   |
| 4      | Joeri Tsoeranov      | URS  | 196   |
| 5      | Pedro Gianella       | PER  | 194   |
| 6      | Nicolas Atalah       | CHI  | 194   |
| 7      | Jorge Jottar         | CHI  | 194   |
| 8      | Panagiotis Xanthakos | GRE  | 194   |

## Medaillespiegel
| rang   | land                     | goud | zilver | brons | totaal |
| ------ | ------------------------ | ---- | ------ | ----- | ------ |
| 1      | Sovjet-Unie              | 2    | 1      | 2     | 5      |
| 2      | Verenigde Staten         | 1    | 2      | 0     | 3      |
| 3      | Bondsrepubliek Duitsland | 1    | 1      | 1     | 3      |
| 4      | Polen                    | 1    | 0      | 0     | 1      |
| 4      | Tsjecho-Slowakije        | 1    | 0      | 0     | 1      |
| 4      | Groot-Brittannië         | 1    | 0      | 0     | 1      |
| 7      | Hongarije                | 0    | 1      | 0     | 1      |
| 7      | Italië                   | 0    | 1      | 0     | 1      |
| 7      | Roemenië                 | 0    | 1      | 0     | 1      |
| 10     | DDR                      | 0    | 0      | 2     | 2      |
| 11     | Nieuw-Zeeland            | 0    | 0      | 1     | 1      |
| 11     | Zwitserland              | 0    | 0      | 1     | 1      |
| totaal | totaal                   | 7    | 7      | 7     | 21     |